# Mille (singolo)
Mille è un singolo dei cantanti italiani Fedez, Achille Lauro e Orietta Berti, pubblicato l'11 giugno 2021 come quarto estratto dal sesto album in studio di Fedez Disumano.

## Descrizione
Il brano nasce in seguito a una collaborazione decisa dai tre artisti nel corso del Festival di Sanremo 2021 ed è stato annunciato attraverso una diretta Instagram effettuata dai tre artisti nella serata del 10 giugno 2021. Come in seguito rivelato da Jonathan Kashanian, il ritornello avrebbe dovuto essere originariamente cantato da Annalisa, ma per motivi ignoti è stato affidato a Berti.
La copertina del singolo, realizzata da Francesco Vezzoli, mostra i tre artisti sotto forma delle tre grazie coperte di fiori, elaborazione di un quadro di Émile Vernon. Il brano ha anche una coreografia ufficiale, pubblicata sul profilo Instagram di Fedez.

## Video musicale
Il video, diretto da Giulio Rosati, è stato pubblicato il 14 giugno 2021 attraverso il canale YouTube di Fedez e riproduce lo scenario tipico di una giornata d'estate degli anni sessanta, passando tra passerelle a bordo vasca, bagni in piscina con le cuffie vistose colorate e gossip dal parrucchiere.
Intorno allo stesso periodo la clip è stata accusata da Codacons per pubblicità occulta alla Coca-Cola, bevanda che appare in maniera ricorrente nel filmato.

## Tracce
Crediti riportati sul sito della SIAE.
Testi di Federico Leonardo Lucia, Jacopo Matteo Luca D'Amico, Lauro De Marinis, Paolo Antonacci e Simon Pietro Manzari, musiche di Davide Simonetta, Jacopo Matteo Luca D'Amico e Paolo Antonacci.
1. Mille – 2:55

## Successo commerciale
Mille ha debuttato al vertice della Top Singoli, divenendo il decimo numero uno di Fedez, il primo per Achille Lauro e il secondo per Orietta Berti in oltre 56 anni di carriera, da quando Tu sei quello svettò la hit parade nel 1965.
Il brano si è rivelato un tormentone estivo e ha vinto il premio FIMI di RTL 102.5 per l'estate 2021. È stato frequentemente trasmesso in radio, raggiungendo la vetta della classifica airplay stilata da EarOne.

## Classifiche

### Classifiche settimanali
| Classifica (2021) | Posizione massima |
| ----------------- | ----------------- |
| Italia            | 1                 |
| Svizzera          | 43                |

### Classifiche di fine anno
| Classifica (2021) | Posizione |
| ----------------- | --------- |
| Italia            | 3         |
| Classifica (2022) | Posizione |
| Italia            | 81        |